# Konkvisztádor

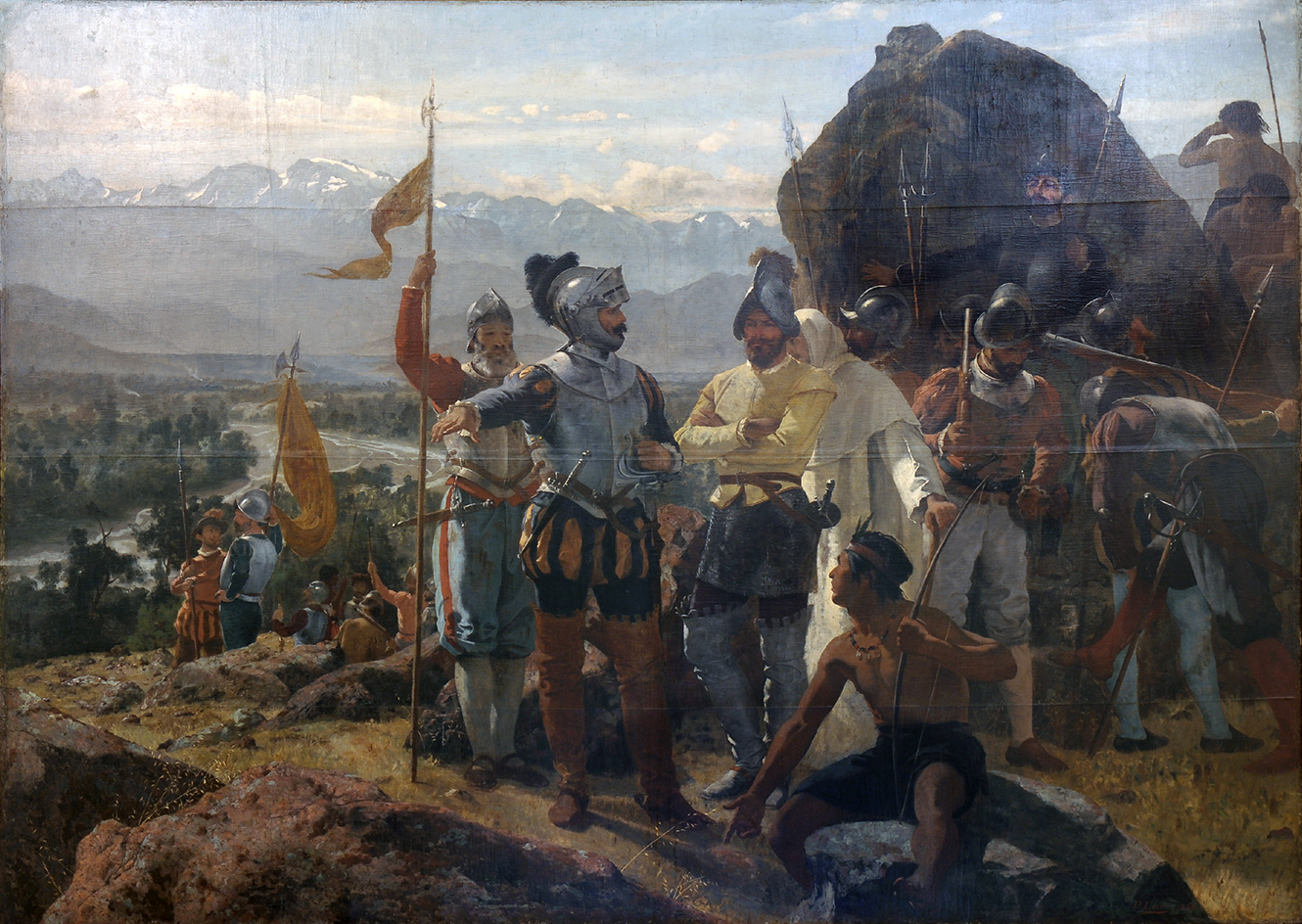
Pedro Lira: Santiago megalapítása
(Santiago de Chile városát Pedro de Valdivia alapította 1541. február 12-én Santiago de Nueva Extremadura néven)

A konkvisztádorok vagy konkisztádorok (a spanyol conquistador ’hódító’ szóból, a conquistar ’hódítani’ igéből) a 16–17. században Közép- és Dél-Amerikát gyarmatosító spanyol és portugál felfedezők és hódítók gyűjtőneve.

## Származásuk, tetteik
Többségük elszegényedett spanyol nemes, ún. hidalgo, kalandor vállalkozó volt, akiket az amerikai bennszülöttek arany- és ezüstkincsei motiváltak. A területek, amelyeket elfoglaltak, Spanyolország, illetve Portugália gyarmatai lettek. A hódításokért különböző jutalmakban részesültek, címeket, feudális kiváltságokat, birtokokat, illetve a gyarmatokon vezető pozíciókat kaptak. Az indiánokat kifosztották, a nőket megerőszakolták, majd tömegesen legyilkolták a lakosságot.  Ha szükséges volt, egymást is gátlástalanul eltették az útból kapzsiságuk és kegyetlenségük által vezérelve. Pedro Ávila Pizarro által Balboát ölette meg. Később a Pizzaro-fivérek Diego de Almagro konkvisztádort is megölték. Ezután Almagro fia fegyvereseivel betört F. Pizarro palotájába és őt küldte másvilágra.
Kolumbusz, bár a bennszülöttekkel szándékosan barátságosan viselkedett, a népes lakosságban már első utazásakor hatalmas rabszolgaforrást látott. Bár Izabella katolikus királynő szabadnak nyilvánított minden őslakost, ennek ellenére már a hódítás kezdetétől fogva rabszolgasorsba taszították őket, azokat pedig, akik ellenálltak, lemészárolták. Az addig sűrűn lakott karib-tengeri szigetek elsősorban az Európából behurcolt betegségek következtében (amelyekre az Újvilágban élők immunrendszere nem volt felkészülve) néhány év alatt elnéptelenedtek, s ez később átterjedt a kontinensre is. (A Karib-szigeteket ma leginkább feketék, fehérek és azok keverékei lakják.)
A későbbiekben a hódítás nem állami vállalkozás keretében folyt: a szerencsevadászok spekulánsok és kereskedők anyagi támogatásával vezettek magánexpedíciókat Amerikába. A hódítók jelentős része idegen volt: génovai, velencei, francia, angol; a hajók legénysége pedig jórészt Európa minden kikötőjéből összeszedett börtöntöltelékekből állt. A spanyol korona kizárólag azzal törődött, hogy a zsákmányból leszedje a sápot, azaz a király ötödét, amelynek behajtása egy királyi tisztségviselő, a Contador feladata volt.

## Híres konkvisztádorok

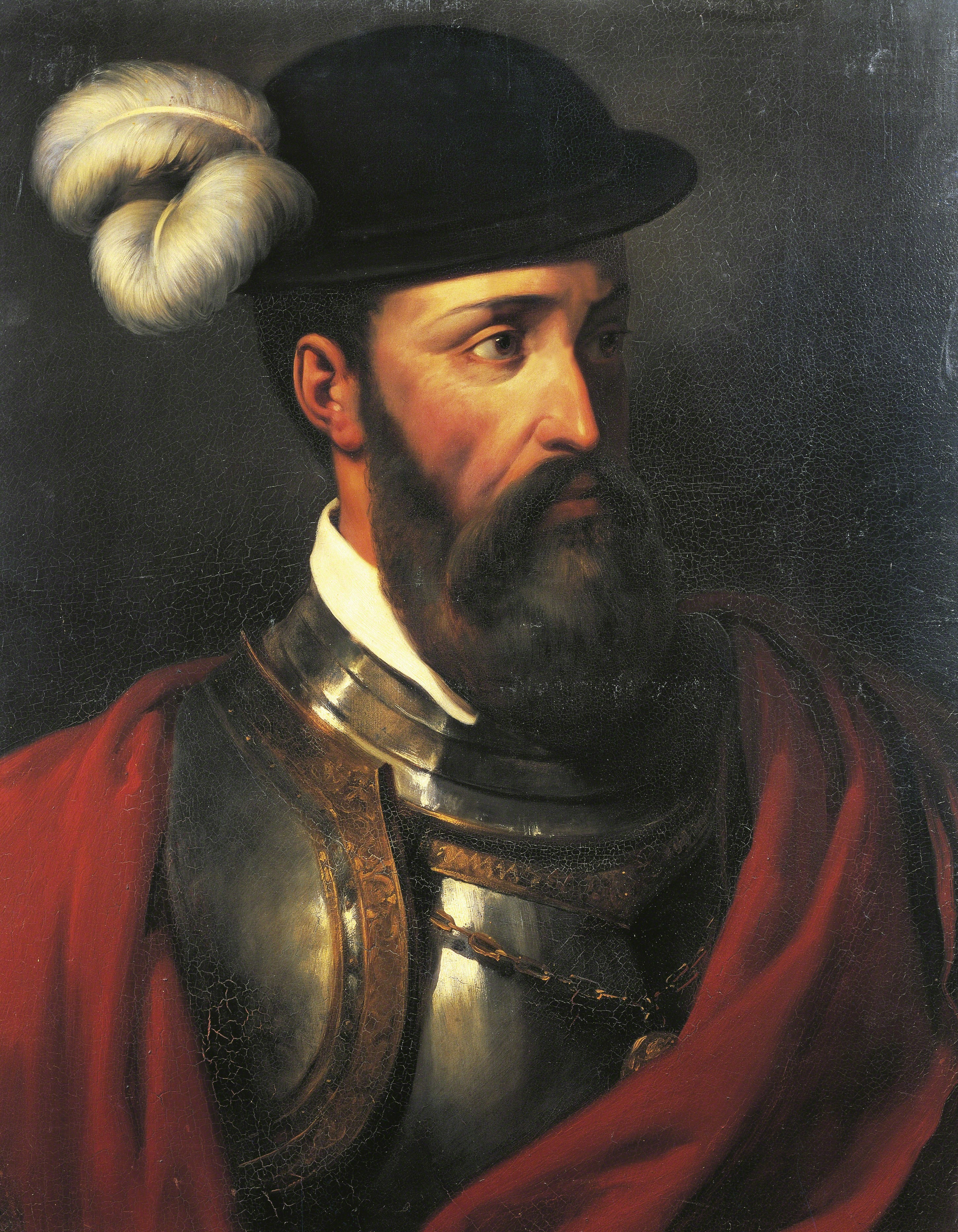
Francisco Pizarro

- Kolumbusz Kristóf (Cristóbal Colón) (Közép-amerikai szigetek felfedezője, 1492)
- Vasco Núñez de Balboa (Közép-amerikai hódítássorozat, 1513)
- Hernán Cortés (Mexikó meghódítása, 1519)
- Francisco Pizarro (Chile és Peru meghódítása, 1532–1535)
- Alonso de Ojeda
- Francisco de Orellana
- Hernando de Soto
- Philipp von Hutten
- Pedro de Alvarado
- Diego de Almagro
- Juan Ponce de León
- Sebastián de Belalcázar
- Diego Velázquez de Cuéllar
- Juan de Grijalva
- Francisco de Montejo
- Pánfilo de Narváez
- Pedro Menéndez de Avilés

### Spanyolország szolgálatában

Spanyol (kék színnel) és portugál fennhatóság (zöld) alatt álló területek Amerikában és a világon 1790-ben

- Hernán Cortés (Mexikó, 1518–1522, Baja California, 1532–1536)
- Pedro de Alvarado (Mexikó, 1519–1521, Guatemala, El Salvador 1523–1527, Peru, 1533–1535, Mexikó, 1540–1541)
- Francisco Pizarro (Peru, 1509–1535)
- Pedro de Candia (Panama, 1527, Kolumbia és Ecuador, 1528, Peru, 1530)
- Francisco Vásquez de Coronado (mai USA, 1540–1542)
- Juan de Oñate (Új-Mexikó, 1598–1608)
- Juan Vásquez de Coronado y Anaya (Costa Rica)
- Diego de Almagro (Peru, 1524–1535, Chile, 1535–1537)
- Rodrigo de Bastidas (Kolumbia és Panama, 1500–1527)
- Vasco Núñez de Balboa (Panamá, 1510–1519)
- Juan Ponce de León (Puerto Rico, 1508, Florida, 1513–1521)
- Álvar Núñez Cabeza de Vaca (mai USA, 1527–1536, 1540–1542)
- Lucas Vázquez de Ayllón (mai USA, 1524–1527)
- Sebastián de Belalcázar (Ecuador és Kolumbia, 1533–1536)
- Domingo Martínez de Irala (Argentina és Paraguay, 1535–1556)
- Gonzalo Pizarro (Peru, 1532–1542)
- Diego Velázquez de Cuéllar (Kuba, 1511–1519)
- Diego de Ordaz (Venezuela, 1532)
- Juan Pizarro (Peru, 1532–1536)
- Francisco Hernández de Córdoba  (Yucatán-i conquistador) (Yucatán, 1517)
- Francisco Hernández de Córdoba  (Nicaragua alapítója) (Nicaragua, 1524)
- Hernando Pizarro (Peru, 1532–1560)
- Jerónimo de Alderete (Peru, 1535–1540 ; Chile, 1550–1552)
- Diego Hernández de Serpa (Venezuela, 1510–1570)
- Juan de Grijalva (Yucatán, 1518)
- Gonzalo Jiménez de Quesada (Kolumbia, 1536–1537, Venezuela, 1569–1572)
- Francisco de Montejo (Yucatán, 1527–1546)
- Nicolás Federmann (Venezuela és Kolumbia, 1537–1539).
- Pánfilo de Narváez (Spanyol Florida, 1527–1528)
- Diego de Nicuesa (Panama, 1506–1511)
- Cristóbal de Olid (Honduras, 1523–1524)
- Francisco de Orellana (Amazonas, 1541–1543)
- Hernando de Soto (mai USA, 1539–1542)
- Inés Suárez, (Chile, 1541)
- Francisco de Aguirre, Peru,(1536–40), Bolivia,(1538–39) Chile, (1540–1553) és Argentina (1562–64)
- Martín de Urzúa y Arizmendi, count of Lizárraga, (Petén, Guatemala, 1696–1697)
- Pedro de Valdivia (Chile, 1540–1552)
- Pedro Menéndez de Avilés (Florida, 1565–1567)
- Pedro de Mendoza (Argentina, 1534–1537)
- Alonso de Ribera (Chile 1599–1617)
- Alonso de Sotomayor (Chile 1583–1592, Panamá 1592–1604)
- Martín Ruiz de Gamboa (Chile 1552–1590)
- Juan Garrido (1502–1530, Hispaniola, Puerto Rico, Kuba, Florida, Mexikó)
- Miguel López de Legazpi (Fülöp-szigetek, 1565–1572)
- Juan de Salcedo (Fülöp-szigetek, 1565–1576)
- Diego Romo de Vivar y Pérez (Mexikó, 17. sz.)

### Portugália szolgálatában
- Afonso de Albuquerque
- Álvaro Martins
- António de Abreu
- António de Noli
- Antão Gonçalves
- Afonso Gonçalves Baldaia
- Bartolomeu Dias
- Cadamosto
- Cristóvão de Mendonça
- Lourenço de Almeida
- Diogo Cão
- Diogo de Azambuja
- Diogo Gomes
- Dinis Dias
- Duarte Fernandes
- Fernão do Pó
- Fernão de Magalhães (Ferdinánd Magellán)
- Fernão Pires de Andrade
- Francisco de Almeida
- Francisco Álvares
- Tengerész Henrik
- Gaspar Corte-Real
- Gil Eanes
- Gonçalo Velho
- João Afonso de Aveiro
- João da Nova
- João Grego
- João Álvares Fagundes
- João Fernandes Lavrador
- João Gonçalves Zarco
- João Infante
- João Vaz Corte-Real
- Jorge Álvares
- Lopo Soares de Albergaria
- Luís Pires
- Luís Vaz de Torres
- Martin Behaim
- Martim Afonso de Sousa
- Miguel Corte-Real
- Nicolau Coelho
- Nuno Álvares Pereira
- Nuno da Cunha
- Paulo da Gama
- Nuno Tristão
- Paulo Dias de Novais
- Pedro Álvares Cabral
- Pedro Teixeira
- Pêro de Alenquer
- Pêro de Barcelos
- Pêro da Covilhã
- Pêro Dias
- Pêro Vaz de Caminha
- Tristão da Cunha
- Tristão Vaz Teixeira
- Vasco da Gama

## Forrásművek
- Új magyar lexikon IV. (K–Me). Szerk. Berei Andor és 11 tagú szerk.bizottsága. Budapest: Akadémiai. 1961.
- Jacques-Yves Cousteau, Philippe Diole: Kincskeresés a tenger mélyén, 1983.
- Walter Kramer: Új látóhatárok, 1979.